# Ilisia venusta
Ilisia venusta là một loài ruồi trong họ Limoniidae. Chúng phân bố ở miền Tân bắc.